# Hávamál
Le Hávamál est un poème didactique de l'Edda poétique révélant la vie du monde paysan concrète, existence terre à terre des bondi, possesseurs du sol. Ce poème du monde paysan qui préserve les mythes de l'Edda poétique et la dimension épique de l'aventure humaine est attribué au dieu de la poésie Odin. Il donne en substance des conseils de sagesse sur un mode de vie qu'est censé appliquer tout bonhomme ou prud'homme.
Son titre peut se traduire par « les Dits du Très Haut » ou « les paroles du Très Haut » ou encore « les grands conseils » ou « la grande langue ».
Loin d'être dogmatique, ce texte eddique réparti en 165 strophes est empli de sous-entendus qui, via une forme souvent anecdotique, permettent au lecteur (et à l'origine à l'auditeur, car il est issu de la tradition orale des Scaldes et des conteurs) de s'enrichir spirituellement.
Le personnage narrateur (le dieu Odin) est confronté au fil du texte à des situations profondément humaines, proches (pour la plupart) de celles que nous rencontrons tous au quotidien.
Une strophe du poème existe au moins depuis 980 puisqu'elle est reprise dans le poème Hákonarmál du scalde Eyvindr Skáldaspillir, et on attribue au Hávamál une origine norvégienne.

## Traductions françaises
- Paul-Henri Mallet, « Havamaal ou Discours sublime », Monumens de la mythologie et de la poésie des Celtes, et particulièrement des anciens Scandinaves pour servir de supplément et de preuves à l’introduction à l’histoire de Dannemarc, Copenhague, Claude Philibert, 1756, p. 136-143.
- Rosalie du Puget, « Les poèmes d’Odin », Les Eddas, traduites de l’ancien idiome scandinave, Paris, Bibliothèque Du Puget (Bons livres pour tous les âges – Science), 1838, p. 122-145..
- Xavier Marmier, « Le Chant suprême », Chants populaires du Nord : Islande – Danemark – Suède – Norvège – Ferœ – Finlande, traduits en français et précédés d’une introduction, Paris, Charpentier, 1842, p. 34-46.
- Félix Wagner, « Hávamál ou Paroles du Très-Haut », Les Poèmes mythologiques de l'Edda, traduction française d'après le texte original islandais accompagnée de notices interprétatives et précédée d'un exposé général de la mythologie scandinave basé sur les sources primitives, Liège / Paris, Faculté de Philosophie et Lettres / Librairie E. Droz, 1936, p. 96-116.
- Pierre Renauld-Krantz, « Les Paroles du Très-Haut », Anthologie de la poésie nordique ancienne : des origines à la fin du Moyen Âge, Paris, NRF-Gallimard, 1964, p. 61-65 (extraits).
- Régis Boyer, « Les Dits du Très-Haut », L'Edda Poétique, Paris, Fayard, 1992, p. 169-202.
- Gérard Lemarquis, Hávamál. Ce que disaient les vikings, avant-propos de Matthías Viðar Sæmundsson, Reykjavik, Gudrun, 2001.